# Madagascarophis
Madagascarophis là một chi rắn thuộc họ châu Âu.

## Các loài
Chi Madagascarophis có các loài sau:
- Madagascarophis colubrinus
  - Madagascarophis colubrinus citrinus (Boettger, 1877)
  - Madagascarophis colubrinus colubrinus (Schlegel, 1837)
  - Madagascarophis colubrinus insularis Domergue, 1987
  - Madagascarophis. colubrinus occidentalis Domergue, 1987
  - Madagascarophis colubrinus pastoriensis Domergue, 1987
  - Madagascarophis colubrinus septentrionalis Domergue, 1987
- Madagascarophis fuchsi Glaw, Kucharzewski, Köhler, Vences & Nagy, 2013
- Madagascarophis lolo Ruane, Burbrink, Randriamahatantsoa, & Raxworthy, 2016
- Madagascarophis meridionalis Domergue, 1987
- Madagascarophis ocellatus Domergue, 1987